# 阔亦田之战
阔亦田之战，1202年（宋嘉泰二年，金泰和二年），成吉思汗统一蒙古各部战争中，铁木真与王汗联军在阔亦田（今贝尔湖哈拉哈河上源处）击败乃蛮部和札木合的战斗。
乃蛮部首领不亦魯黑汗（孟禄汗、不欲鲁汗）联合蔑儿乞部的脱黑脱阿、斡亦剌惕的忽都合，进兵攻打王汗和铁木真。札木合与泰赤乌、朵儿边、合答斤、撒勒只兀惕、塔塔儿等部残余势力，也会集在乃蛮不亦鲁黑汗帐下，联军来犯。于是，王汗、铁木真联军从兀鲁回·失连真河（今内蒙古东乌珠穆沁旗乌拉根高勒、舍野月机高勒）退兵到金长城，依靠长城阿兰塞。乃蛮军抵达，铁木真派阿勒坛、忽察尔、答里台三人为先锋，王汗派桑昆、札合敢不、必勒格别乞三人为先锋。两军在阔亦田作战，乃蛮联军败退。札木合率兵在后方策应，发现大军已经战败，于是不战而走，向额尔古纳河下游退却。沿途所经，大加掠夺，拥护他的诸部都遭殃。铁木真与王汗分头追击，一支追击泰赤乌人，一支追击札木合。王汗追到额尔古纳河，击败札木合，札木合归降。铁木真在斡难河击败泰赤乌，收降了后来的名将哲别。
阔亦田之战，是铁木真与札木合争夺蒙古部领导权的最后决战。铁木真成为蒙古部的唯一首领。少数不服从铁木真的人带着部属，投奔克烈部首领王汗。
阔亦田（意为“寒冷”，又可译为奎屯），所以“阔亦田”應該在今内蒙古呼伦贝尔陈巴尔虎旗海拉尔河北岸支流莫尔格勒河之北的辉腾山及其附近辉腾布拉格一带，其地寒凉，莫尔格勒河南岸金北边界壕（金岭北长城最东段）以南60里。